# Aurygidy
Aurygidy (dawniej α Aurygidy) – rój meteorów aktywny od 28 sierpnia do 5 września. Jego radiant znajduje się w gwiazdozbiorze Woźnicy. Maksimum roju przypada na 1 września z typową aktywnością na poziomie 7–10 meteorów/h. Prędkość meteorów z roju wynosi 66 km/s. Aurygidy są rojem związanym z kometą C/1911 N1 (Kiess), okrążającą Słońce w czasie 2500 lat.
Rój ten został zaobserwowany po raz pierwszy w nocy z 31 sierpnia na 1 września 1935 roku przez niemieckich obserwatorów C. Hoffmeistera i A. Teichgraeberga. Podwyższoną aktywność Aurygidów zaobserwowano w latach 1935, 1986, 1994. Obfitość roju osiągała wtedy wartość ZHR=30–40. W 2007 roku obserwowano wybuch aktywności z ZHR na poziomie 130 oraz dużą liczbą jasnych zjawisk. W 1997 roku kampanię obserwacyjną dotyczącą tego roju zorganizowała Pracownia Komet i Meteorów. Maksymalna aktywność osiągnęła wtedy poziom ZHR=13.
W Polsce wieczorem radiant Aurygidów znajduje się tylko 10 stopni nad północno-wschodnim horyzontem. Aby więc doczekać się przyzwoitych liczb godzinnych, należy obserwować w drugiej połowie nocy. Do świtu radiant roju wznosi się na wysokość aż 70 stopni.